# Rosières-sur-Barbèche
Rosières-sur-Barbèche är en kommun i departementet Doubs i regionen Bourgogne-Franche-Comté i östra Frankrike. Kommunen ligger i kantonen Pont-de-Roide som tillhör arrondissementet Montbéliard. År 2022 hade Rosières-sur-Barbèche 110 invånare.

## Befolkningsutveckling
Antalet invånare i kommunen Rosières-sur-Barbèche
Referens:INSEE